# Christian Kassel
Christian Kassel (* 1951) ist ein französischer Mathematiker, der sich mit Algebra befasst.
Kassel  wurde 1981 bei Jean-Louis Loday an der Universität Straßburg promoviert (Homologie du groupe linéaire général et K-théorie stable). Er ist Professor an der Universität Straßburg, an der er von 2000 bis 2004 Direktor des IRMA (Institut de Recherche Mathématique Avancée) war. Außerdem ist er Forschungsdirektor des CNRS.
Kassel befasst sich unter anderem mit  Quantengruppen, über die er ein verbreitetes Lehrbuch schrieb, Lie-Algebren, algebraischer K-Theorie, Hopf-Algebren und Zopfgruppen.
Er ist Präsident des wissenschaftlichen Rats (Conseil Scientifique) des Institut National des Sciences Mathématiques et de leurs Interactions (INSMI).
Er war mehrfach am Institute for Advanced Study (1984–85, 1987–88, 1994–95). Seine Tochter Fanny Kassel ist als Mathematikerin am Institut des Hautes Études Scientifiques beschäftigt.

## Schriften
- Quantum Groups, Graduate Texts in Mathematics 155, Springer Verlag 1995
- mit Vladimir Turaev: Braid Groups, Graduate Texts in Mathematics, Springer Verlag 2008 (Zopfgruppen)
- mit Rosso, Turaev: Quantum groups and knot invariants. Panoramas et Synthèses, 5. Société Mathématique de France, Paris, 1997. ISBN 2-85629-055-8
- L'homologie cyclique des algèbres enveloppantes. Invent. Math. 91 (1988), no. 2, 221–251.
- mit Jean-Louis Loday: Extensions centrales d'algèbres de Lie. Ann. Inst. Fourier (Grenoble) 32 (1982), no. 4, 119–142 (1983).